# Anhée
Anhéelà một đô thị ở tỉnh Namur. Đô thị này bao gồm villages Anhée, Annevoie-Rouillon, Bioul, Denée, Haut-le-Wastia, Sosoye và Warnant.
Ngày 1 tháng 1 năm 2006, đô thị này có dân số 6.934 người. Tổng diện tích là 65,67 km², với mật độ dân số 106 người trên mỗi km².